# Mokhratagh
Mokhratagh (in armeno Մոխրաթաղ?, in azero Kiçik Qarabəy) è una comunità rurale del distretto di Tərtər, in Azerbaigian, fino al 2024 appartenente alla regione di Martakert nella repubblica di Artsakh (fino al 2017 denominata repubblica del Nagorno Karabakh).
Il paese conta poco più di trecento abitanti e sorge a pochi chilometri dal capoluogo regionale Martakert.